# Provincia de Kronoberg
La provincia de Kronoberg (en sueco: Kronobergs län) es una de las 21 provincias que conforman Suecia. Cuenta con un gobierno civil o länsstyrelse, el cual es dirigido por un gobernador nombrado por el gobierno. También posee una diputación provincial o landsting, la cual es la representación municipal nombrada por el electorado del provincia.
En 1986, en una gira de la banda de Thrash metal Metallica, en Ljungby, el autobús en el que viajaban se estrelló, volcándose y muriendo en el accidente el bajista de la banda, Cliff Burton.

## Historia
El condado de Kronoberg existió como feudo de la corona desde 1543 hasta finales de la década de 1590.
En la Forma de Gobierno §24 de 1634, se formó el condado de Suecia e incluyó el actual condado de Kronoberg como parte del condado de Småland, que se describe como compuesto por Tiohärads lagsaga y el condado de Jönköping (entonces relacionado con el condado de slottslänet), con capital en Kronoberg.
En 1639, el condado de Jönköping se separó del condado de Småland y el condado restante comenzó a llamarse condado de Kronoberg. En 1654, la zona volvió a formar un condado común con el condado de Jönköping, llamado condado de Jönköping y Kronoberg, que luego fue dividido y recreado varias veces, donde incluso cuando el condado de Kronoberg existía por separado no siempre incluía todo el condado actual. En 1679-1680, la zona del actual condado de Kalmar también se incluyó en un gran condado llamado condado de Småland. A partir de 1687, el condado de Kronoberg se convirtió finalmente en un condado independiente.
En relación con la reforma municipal de 1971/74, las partes más pequeñas del este se transfirieron al condado de Kalmar y las partes más pequeñas del norte se añadieron desde el condado de Jönköping.

## Municipios
La provincia se organiza en los ocho municipios siguientes:
|  | - Alvesta - Lessebo - Ljungby - Markaryd - Tingsryd - Växjö - Uppvidinge - Älmhult |

## Geografía
El condado es uno de los más densamente boscosos de Suecia, con un 72% de su superficie cubierta por bosques, cerca del 25% por lagos y el resto por asentamientos.
El condado de Kronoberg está atravesado por la autopista E4, la ruta 15, la ruta 23 y la ruta 25. El condado también está atravesado por la Södra Stambanan y la Kust till Kustbanan, con un cruce en Alvesta.